# الراكب 57
الراكب 57 (بالإنجليزية: Passenger 57)‏ هو فيلم أكشن إثارة أمريكي من إخراج كيفين هوكس وبطولة ويسلي سنايبس، بروس باين وتوم سيزمور، صدر الفيلم في 6 نوفمبر 1992.